# James Buchanan
James Buchanan (Cove Gap, Pennsylvania, 23. travnja 1791. – Lancaster, Pennsylvania, 1. lipnja 1868.) je američki političar, najpoznatiji po tome što je bio 15. predsjednik Sjedinjenih Američkih Država.

## Životopis
Buchanan se rodio u Pennsylvaniji kao drugo od desetoro djece u obitelji irskog porijekla. Tamo se školovao za pravnika, a od 1812. bavio odvjetništvom.
Kada je izbio anglo-američki rat, Buchanan se prijavio kao dobrovoljac i služio u obrani Baltimorea. To mu je kasnije poslužilo u političkoj karijeri, koju je započeo kao zastupnik Federalističke stranke u pensilvanijskoj državnoj skupštini.
Od 1821. do 1831. je služio kao zastupnik u američkom federalnom Kongresu, a na kraju je postao predsjednik kongresnog odbora za pravosuđe. Nakon toga je imenovan za američkog veleposlanika u Rusiji.
Pri povratku se priključio Demokratskoj stranci, te je kao njen predstavnik izabran u federalni Senat, gdje je služio od 1834. do 1842. godine. Nakon toga je imenovan za državnog sekretara u administraciji predsjednika Jamesa K. Polka, tokom koje je igrao značajnu ulogu prilikom pregovora kojima je podijeljena Oregonska teritorija između SAD-a i Velike Britanije.
Kada je na vlast došao vigovski predsjednik Zachary Taylor, Buchanan se povukao iz politike te postao član upravnog odbora Franklin and Marshall koledža u svom rodnom gradu Lancasteru. Izbor demokratskog predsjednika Franklina Piercea ga je vratio u javnu službu, te je od 1853. do 1856. bio američki veleposlanik u Britaniji. Tamo se istakao kao jedan od tvorac tzv. Ostendskog manifesta - tajnog plana da SAD, ako je potrebno i oružanom silom, preuzmu Kubu od Španjolske.
Iako je Ostendski manifest izdan u skladu s južnjačkim interesima - koje su uz pomoć ekspanzije u Latinsku Ameriku i stvaranje novih robovlasničkih država nastojale održati ravnotežu sa slobodnim državama na sjeveru, Buchanan u sjevernjačkoj javnosti nije bio toliko kompromitiran da bi ga se shvatilo kao južnjačkog simpatizera. Zbog toga je na demokratskoj izbornoj konvenciji 1856. godine lako pobijedio Pirecea te kao temelj svoje platforme istakao ignoriranje pitanja ropstva, koje je po njegovom mišljenju bilo "tehničko", a ne načelno. Buchanan je držao kako za njega nije nadležna federalna vlast, nego države-članice, odnosno, ako dođe do nekakvog spora, Vrhovni sud.
Buchananu se na izborima po prvi put suprotstavila novostvorena abolicionistička Republikanska stranka te njen kandidat John C. Fremont. Iako je dobila veliki broj glasova, prevagu je na kraju odnio Buchanan, najviše zahvaljujući tome što je Jug čvrsto stajao iza demokrata, dok su Sjevernjaci bili podijeljeni između republikanaca i anti-imigrantske Američke stranke i njenog kandidata Millarda Fillmorea. Tome je doprinijela i kampanja koja je Buchanana prikazala kao umjerenog Sjevernjaka, koji će biti u stanju spriječiti secesiju i mogući rat između država.
Odmah pri Buchananovom stupanju na dužnost se pokazalo da neće biti tako. Vrhovni sud je donio kontroverznu Dred Scott odluku kojom je priznata robovlasnička prava na novoosvojenim teritorijama. Buchanan je vrlo brzo u sjevernjačkoj javnosti optužen da je bio jedan od ključnih ljudi u toj odluci, odnosno da je za nju lobirao među sjevernjačkim sucima. Buchananu se isto tako počela zamjerati pristranost prema robovlasničkoj frakciji u Kansasu, čiju je vlast mislio priznati usprkos postojanja suparničke abolicionističke frakcije.
Buchananu je ipak najviše naškodila velika ekonomska kriza 1857. godine. Dok su industrijske države na Sjeveru teško pogođene, dotle se na agrarnom Jugu gotovo nije ni osjetila. To je dalo zamah tamošnjim sve radikalnijim političarimma koji su zagovarali secesiju, držeći da im oslanjanje na sjevernjačke političare i federalnu vladu donosi više štete nego koristi. 
Na Sjeveru je, pak, politika popuštanja Južnjacima izazivala sve veće nezadovoljstvo, jer se smatralo da je politički utjecaj Juga nije u skladu s njegovom ekonomskom moći i udjelu u stanovništvu SAD. To se najbolje pokazalo na izborima za Zastupnički dom Kongresa 1858. godine. Iako praktički nije postojala na Jugu, Republikanska stranka je zahvaljujući podršci među sjevernjačkim glasačima osvojila većinu. To je i demokratske vođe, kao Stephena A. Douglasa, uvjerilo da je popuštanje južnjačkim političarima postalo kontraproduktivno.
Buchanan je pak ostao pri stavu da se interesi Juga moraju štititi po svaku cijenu, te je s Douglasom došao u sukob. Posljednje dvije godine njegovog mandata su obilježene paralizom zakonodavne vlasti, te sve radikalnijom atmosferom. Buchanan se, u skladu s obećanjem na inauguraciji, odlučio ne kandidirati ponovno za predsjednika. U međuvremenu su južnjački političari zauzeli stav da će izbor republikanskog predsjednika od strane južnih država biti smatran kao dovoljan razlog za već uznapredovale planove o otcjepljenju.
Godine 1860. Demokratska stranka se na izbornoj konvenciji u Charlestonu rascijepila na sjevernu i južnu frakciju. Sjevernjaci su za predsjedničkog kandidata odabrali Douglasa, a Južnjaci Buchananovog potpredsjednika Johna C. Breckinridgea. Taj je raskol osigurao da najviše glasova i elektora dobije republikanac Abraham Lincoln.
U skladu s najavama, država Južna Karolina je započela postupak otcjepljenja. Nastojeći postići kompromis u posljednji trenutak, Buchanan je izjavio kako otcjepljenje smatra protuustavnim, ali i da federalna vlada "nema ovlasti" kako bi to otcjepljenje spriječila. Takav stav je u praksi omogućio da južnjačke države bez ikakvog otpora federalnih vlasti preuzmu tvrđave, arsenale, skladišta i druge instalacije koje bi im omogućile oružani otpor u slučaju federalne vojne intervencije. 
Do veljače 1861. je primjer Južne Karoline pratilo još šest država koje su formirale Konfederaciju Američkih Država. Njihovi predstavnici u federalnoj vlasti, uključujući Buchananov kabinet, su se povukli te ih je predsjednik bio prisiljen zamijeniti sjevernjačkim kadrovima, među kojima su se po prvi put našli Douglasovi demokrati - protivnici secesije. Pod njihovim pritiskom Buchanan je nevoljko odlučio zadržati federalni garnizon u tvrđavi Fort Sumter pred charlestonskom lukom, ali je pokušaj njegovog snabdijevanja u siječnju 1861. spriječen kada su južnjačke obalne baterije otvorile vatru. Nastojeći spriječiti krvoproliće, Buchanan je naredio da se konvoj povuče, što je u sjevernjačkoj javnosti shvaćeno kao nacionalno poniženje, a među Južnjacima kao dokaz da secesija neće imati nikakve posljedica.
Buchanan je bio uvjeren kako će u povijesti ostati upamćen kao posljednji predsjednik SAD-a, te je 4. ožujka 1861. izrazio veliko zadovoljstvo predajući Bijelu kuću Lincolnu, za koga je smatrao da će daleko brže i efikasnije obaviti ulogu grobara američke federacije. Nakon toga se povukao iz javnog života u rodni Lancaster. Tamo je umro u dobi od 77 godina, a dan prije smrti je tvrdio da će "povijest opravdati njegove postupke".
Međutim, u većini anketa među profesionalnim povjesničarima Buchanan se navodi kao najgori predsjednik u američkoj povijesti te osoba koja ima lavovski dio odgovornosti, kako za izbijanje, tako i za dužinu i broj žrtava Američkog građanskog rata.
Buchanan je posljednjih desetljeća povjesničare počeo zanimati zbog toga što je bio jedini predsjednik koji se nikada nije ženio. To je postalo predmetom brojnih špekulacija koji nude objašnjenje u obliku misteriozne smrti njegove zaručnice Anne Caroline Coleman 1819. godine, ali je najpopularnija hipoteza o homoseksualnosti. Ona se, između ostalog, temelji na činjenici da je Buchanan 16 godina živio zajedno s političarom iz Alabame Williamom Rufusom Kingom koga su mnogi, uključujući predsjednika Andrewa Jacksona pa i samog Buchanana, imali običaj zvati "gospođica Nancy".